# Uloborus plumipes
Uloborus plumipes là một loài nhện trong họ Uloboridae.
Kích thước của con cái là 4–6 mm, của con đực không rõ. Đây là loài phân bố chủ yếu ở vùng nhiệt đới, được du nhập vào Địa Trung Hải khoảng năm 1900.